# Temple de la renommée d'Internet

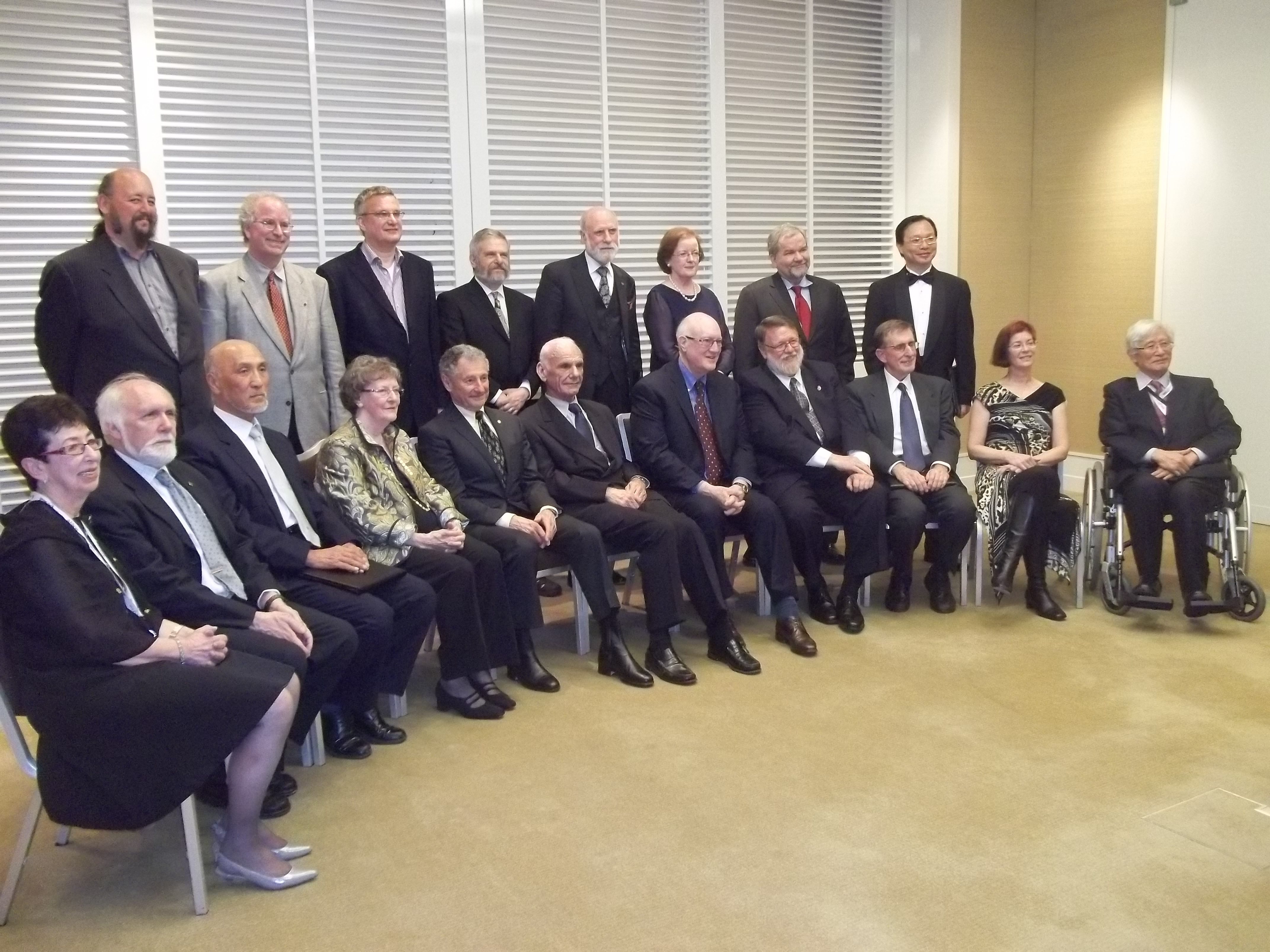
Membres initiaux (2012).

Le temple de la renommée d'Internet (en anglais Internet Hall of Fame) est un prix créé en 2012, et décerné par l'Internet Society (ISOC), qui récompense l'ensemble de la carrière d'une personne, en reconnaissance de ses contributions significatives au développement et à l'avancement d'Internet. Parmi les lauréats figurent Vint Cerf, Tim Berners-Lee, Linus Torvalds, Richard Stallman et Leonard Kleinrock.

## Généralités
Le temple de la renommée d'Internet a été fondé en 2012, à l'occasion du 20e anniversaire de l'ISOC. Son but proclamé est de distinguer publiquement un groupe sélectionné de visionnaires, meneurs et éclaireurs qui ont fait des contributions significatives au développement et à l'avancement d'Internet dans sa globalité..
Les nominations peuvent être proposées par tout le monde, à travers un processus de candidature. Le comité de sélection du temple de la renommée d'Internet est responsable du choix final des lauréats. Le comité de sélection est formé de professionnels bien connus dans l'industrie d'Internet.

## Historique
En 2012, 33 membres ont inauguré le temple de la renommée. L'annonce en a été faite le 23 avril 2012 à l'occasion de l'INET, la conférence globale de l'Internet Society à Genève, en Suisse ,,.
Les personnes intronisées en 2013 ont été annoncées le 3 août. La cérémonie devait initialement se dérouler à Istanbul mais, à cause du Mouvement protestataire de 2013 en Turquie, le lieu a été changé pour Berlin.
La cérémonie 2014 s'est tenue le 8 avril à Hong Kong.
Il n'y a pas de lauréats en 2015 et 2016. Le 18 septembre 2017, un quatrième ensemble de membres a été introduit à l'Université de Californie à Los Angeles, là où environ 50 ans plus tôt le premier message électronique a été envoyé via ARPANET, le prédécesseur d'Internet.
Le 27 septembre 2019, 11 nouveaux membres ont été intronisés au Temple de la renommée de l'Internet lors d'une cérémonie à San José, au Costa Rica. Parmi les personnes intronisées figure Larry Irving, le premier Afro-Américain à être intronisé.

## Lauréats
Les lauréats sont répartis en trois catégories:
- les pionniers : personnes qui sont à l'origine de la conception et du développement d'Internet dans ses premières années d'existence ;
- les connecteurs globaux : personnes qui ont fait des avancées exceptionnelles de nature technique, commerciale ou politique et ont aidé à l'extension de la couverture d'Internet ;
- les innovateurs : personnes qui, partout dans le monde, ont contribué de manière significative à la croissance et à l'usage mondial d'Internet.

Les récipiendaires à titre posthume sont marqués d'un "†". En 2017, la catégorie des pionniers a été supprimée.
Depuis 2019, il n'y a plus de catégories.

### 2012
| Pionniers - Paul Baran† - Vint Cerf - Danny Cohen - Steve Crocker - Donald Davies† - Elizabeth J. Feinler - Charles Herzfeld - Robert Kahn - Peter T. Kirstein - Leonard Kleinrock - John Klensin - Jon Postel† - Louis Pouzin - Lawrence Roberts | Connecteurs mondiaux - Randy Bush - Kilnam Chon - Al Gore - Nancy Hafkin - Geoff Huston - Brewster Kahle - Daniel Karrenberg - Toru Takahashi - Tan Tin Wee | Innovateurs - Mitchell Baker - Tim Berners-Lee - Robert Cailliau - Van Jacobson - Lawrence Landweber - Paul Mockapetris - Craig Newmark - Ray Tomlinson † - Linus Torvalds - Philip Zimmermann |

### 2013
| Pionniers - David Clark - David Farber - Howard Frank† - Kanchana Kanchanasut - J.C.R. Licklider† - Bob Metcalfe - Jun Murai - Kees Neggers - Nii Quaynor - Glenn Ricart - Robert Taylor - Stephen Wolff - Werner Zorn | Connecteurs mondiaux - Karen Banks - Gihan Dias - Anriette Esterhuysen - Steve Goldstein - Teus Hagen - Ida Holz - Hu Qiheng - Haruhisa Ishida† - Barry Leiner† - George Sadowsky | Innovateurs - Marc Andreessen - John Perry Barlow - François Flückiger - Stephen Kent - Anne-Marie Eklund Löwinder - Henning Schulzrinne - Richard Stallman - Aaron Swartz† - Jimmy Wales |

### 2014
| Pionniers - Douglas Engelbart † - Susan Estrada - Frank Heart - Dennis Jennings - Rolf Nordhagen (physicien)† - Radia Perlman | Connecteurs mondiaux - Dai Davies - Demi Getschko - Masaki Hirabaru † - Erik Huizer - Steven Huter - Abhaya Induruwa (en) - Dorcas Muthoni - Mahabir Pun - Srinivasan Ramani - Michael Roberts - Ben Segal - Douglas Van Houweling | Innovateurs - Eric Allman - Eric Bina - Karlheinz Brandenburg - John Cioffi - Hualin Qian - Paul Vixie |

### 2017
| Connecteurs mondiaux - Nabil Bukhalid - Ira Fuchs - Shigeki Goto - Mike Jensen - Ermanno Pietrosemoli - Tadao Takahashi - Florencio Utreras (en) - Jianping Wu (en) | Innovateurs - Jaap Akkerhuis - Yvonne Marie Andrés - Alan Emtage - Ed Krol - Tracy LaQuey Parker - Craig Partridge |  |

### 2019
- Adiel Akplogan
- Kimberly Claffy
- Douglas Comer
- Elise Gerich
- Larry Irving
- Dan Lynch
- Jean Armour Polly
- José Soriano
- Michael Stanton
- Klaas Wierenga
- Suguru Yamaguchi†

### 2021
- Carlos Afonso
- Robert Blokzijl†
- Hans-Werner Braun
- Frode Greisen
- Jan Gruntorad
- Saul Hahn
- Kim Hubbard
- Rafael Ibarra
- Xing Li
- Yngvar G. Lundh†
- Dan Kaminsky†
- DaeYoung Kim
- Kenneth J. Klingenstein
- Alejandro Pisanty
- Yakov Rekhter
- Philip Smith
- Pål Spilling†
- Liane Tarouco
- Virginia Travers
- George Varghese
- Lixia Zhang

### 2023
- Abhay Bhushan
- Laura Breeden
- Ivan Moura Campos
- Steve Cisler
- Peter Eckersley†
- Hartmut Richard Glaser
- Simon S. Lam
- William L. Schrader
- Guy de Téramond Peralta